# 劉易·科伊爾
劉易·科伊爾（英語：Lewie Coyle；1995年10月15日—）是一位英格蘭職業足球選手，在場上的位置是右後衛，此外也能出任右邊鋒的位置。現效力於英冠球隊侯城。科伊爾的職業生涯開始於2015年。他出生在一個體育家庭，兄長是拳擊手湯米·科伊爾和高爾夫球手喬·科伊爾。

## 榮譽
侯城
- 英格蘭足球甲級聯賽：2020–21